# Messenië
Messenië (Grieks: Μεσσηνία, Messinia) is een historische landstreek in het zuidwesten van de Griekse Peloponnesos met een oppervlakte van 2991 km² en een inwoneraantal van 167.297 (1991). Het was ook een departement met als hoofdstad Kalamata. De landstreek werd in de Griekse oudheid door de Spartanen veroverd.

## Geschiedenis
Het historische Messenië werd om zijn vruchtbaarheid begeerd door het aangrenzende Sparta. Omdat het eigen Laconië spoedig overbevolkt raakte vielen de Spartanen het aan en slaagden erin het te veroveren, tijdens drie opeenvolgende Messenische Oorlogen (8e tot 5e eeuw v.Chr.).

## Plaatsen[2]
Door de bestuurlijke herindeling (Programma Kallikratis) werden de departementen afgeschaft vanaf 2011. Het departement “Messenië” werd een regionale eenheid (perifereiaki enotita). Er werden eveneens gemeentelijke herindelingen doorgevoerd, in de tabel hieronder “GEMEENTE” genoemd.
| Plaats            | Hoofdplaats (vroeger) | Postcode | GEMEENTE          | Hoofdplaats van de gemeente |
| ----------------- | --------------------- | -------- | ----------------- | --------------------------- |
| Aetos             | Kopanaki              |          | Trifylia          | Kyparissia                  |
| Aipeia            | Longa                 |          | Messini (Messina) | Messini (Messina)           |
| Andania           | Diavolitsi            |          | Oichalia          | Meligalas                   |
| Androusa          |                       | 240 13   | Messini (Messina) | Messini (Messina)           |
| Arfara            |                       |          | Kalamata          | Kalamata                    |
| Aris              |                       |          | Kalamata          | Kalamata                    |
| Aristomenis       |                       | 240 15   | Messini (Messina) | Messini (Messina)           |
| Avia              | Kampos                |          | Dytiki Mani       | Kardamyli                   |
| Avlona            | Sidirokastro          |          | Trifylia          | Kyparissia                  |
| Chiliochoria      | Chandrinos            |          | Pylos-Nestoras    | Pylos                       |
| Dorio             |                       | 240 11   | Oichalia          | Meligalas                   |
| Eira              | Neda                  |          | Oichalia          | Meligalas                   |
| Filiatra          |                       | 243 00   | Trifylia          | Kyparissia                  |
| Gargalianoi       |                       | 244 00   | Trifylia          | Kyparissia                  |
| Ithomi            | Valyra                |          | Messini (Messina) | Messini (Messina)           |
| Kalamata          |                       | 241 00   | Kalamata          | Kalamata                    |
| Koroni            |                       | 240 04   | Pylos-Nestoras    | Pylos                       |
| Kyparissia        |                       | 245 00   | Trifylia          | Kyparissia                  |
| Lefktro           | Kardamyli             |          | Dytiki Mani       | Kardamyli                   |
| Meligalas         |                       | 240 02   | Oichalia          | Meligalas                   |
| Messini (Messina) |                       | 242 00   | Messini (Messina) | Messini (Messina)           |
| Methoni           |                       | 240 06   | Pylos-Nestoras    | Pylos                       |
| Nestoras          | Chora                 |          | Pylos-Nestoras    | Pylos                       |
| Oichalia          | Meropi                |          | Oichalia          | Meligalas                   |
| Papaflessas       | Vlachopoulo           |          | Pylos-Nestoras    | Pylos                       |
| Petalidi          |                       | 240 05   | Messini (Messina) | Messini (Messina)           |
| Pylos             |                       | 240 01   | Pylos-Nestoras    | Pylos                       |
| Thouria           |                       | 240 09   | Kalamata          | Kalamata                    |
| Trikorfo          |                       |          | Messini (Messina) | Messini (Messina)           |
| Tripyla           | Raptopoulo            |          | Trifylia          | Kyparissia                  |
| Voufrades         | Chatzis               |          | Messini (Messina) | Messini (Messina)           |

Argolis · Arcadië · Korinthe · Laconië · Messenië